# James L. Jones
Pour les articles homonymes, voir James Jones et Jones.
James Logan Jones, Jr., né le 19 décembre 1943 à Kansas City (Missouri), est un général 4 étoiles du Corps des Marines, également conseiller à la sécurité nationale de l'administration du président Barack Obama.
James L. Jones fut le 32e commandant du Corps des Marines de 1999 à 2003 puis dirigea le Grand quartier général des puissances alliées en Europe (SACEUR) et le Commandement des forces des États-Unis en Europe (COMUSEUCOM) de 2003 à 2006. Jones prit sa retraite de l'armée en février 2007 après 40 ans de service.
En 2007, il fut le président de la Commission indépendante du Congrès des États-Unis sur les forces de sécurité en Irak qui enquêta sur les capacités de la police et des forces armées irakiennes. En novembre 2007, il fut nommé envoyé spécial pour la sécurité au Moyen-Orient par le département d'État américain.
Choisi en 2008 comme futur conseiller à la sécurité nationale par le président élu Barack Obama, il entre en fonction en 2009, le même jour que le président. Il annonce sa démission en octobre 2010.
Il est actuellement le président de l'Atlantic Council of the United States.

## Biographie

### Jeunesse et début de carrière militaire
James Jones est né à Kansas City dans le Missouri. Il est le fils d'un officier des Marines, décoré pendant la Seconde Guerre mondiale et qui fut le premier à commander une unité de reconnaissance amphibie aux États-Unis. Ayant passé une partie de sa jeunesse en France, Jones retourna aux États-Unis pour entrer à la School of Foreign Service de l'université de Georgetown où il obtint un baccalauréat universitaire en sciences. Mesurant plus d'1,93 m, il joua pour les Hoyas de Georgetown, l'équipe de basket masculine de l'université.
En janvier 1967, il fut nommé second lieutenant des Marines. Après la fin de sa formation à la Basic School de la base des Marines (MCB) de Quantico en Virginie en octobre 1967, il fut envoyé au Vietnam où il commanda un peloton puis une compagnie et fut promu premier lieutenant en juin 1968. Il rentra du Vietnam en décembre 1968 et servit comme commandant de compagnie dans la base des Marines du camp Pendleton en Californie jusqu'en mai 1970 puis au Marine Barracks à Washington jusqu'en juin 1973 où il fut promu capitaine. De juillet 1973 à juin 1974, il suivit une formation à l'école de guerre amphibie au MCB de Quantico en Virginie.
En novembre 1974, il fut envoyé au sein de la 3e division de Marines à Okinawa au Japon où il servit comme commandant de compagnie jusqu'en décembre 1975.
De janvier 1976 à août 1979, Jones servit dans l'Officer Assignments Section au Quartier général des Marines à Washington. Il fut promu major en juillet 1977. Restant à Washington, il fut nommé officier de liaison du Corps des Marines auprès du Sénat des États-Unis, où il servit jusqu'en juillet 1984. Comme officier de liaison, son premier supérieur fut John McCain, alors capitaine de l'United States Navy. Il fut promu lieutenant-colonel en septembre 1982

### État-major et commandement
Il fut sélectionné pour suivre les cours du National War College à Washington. Il en est sorti diplômé en juin 1985 et fut nommé commandant du 3e bataillon au sein de la Première division des Marines basé au camp Pendleton en Californie, de juillet 1985 à juillet 1987. En août 1987, Jones retourna au Quartier général du Corps des Marines où il servit d'assistant senior (Senior Aide) auprès du Commandant du Corps des Marines. Il fut promu colonel en avril 1988 et devint le secrétaire militaire du Commandant en février 1989. En août 1990, il fut nommé commandant de la 27e unité expéditionnaire des Marines au camp Lejeune en Caroline du Nord. Durant ce commandement, il participa à l'opération Provide Comfort dans le nord de l'Irak et en Turquie. Il fut nommé général de brigade en avril 1992. Le général Jones fut nommé comme directeur adjoint, J-3, à l'United States European Command, à Stuttgart en Allemagne en juillet 1992. Durant cette période, il fut le chef d'état-major lors de l'opération Provide Promise en Bosnie-Herzégovine et en république de Macédoine.
De retour aux États-Unis, il fut nommé au grade de major général en juillet 1994 et fut nommé comme commandant de la 2e division des Marines, au sein des Marine Forces Atlantic, MCB Camp Lejeune, en Caroline du Nord. Puis il servit comme directeur de la division de la guerre expéditionnaire (N85), au bureau du chef des Opérations navales, durant l'année 1996, puis comme chef d'état-major adjoint chargé des plans des politiques et des opérations, au sein du quartier général des Marines à Washington. Il fut nommé lieutenant général en juillet 1996 et pris ensuite le poste d'assistant militaire au département de la Défense.

### Commandant
En juin 1999, il fut nommé au grade de Général 4 étoiles et devint en juillet le 32e Commandant du Corps des Marines, poste qu'il occupa jusqu'en janvier 2003.
Parmi les innovations durant sa période de commandement, il supervisa le développement du programme de nouvelles tenues de camouflage MARPAT et l'adoption d'un programme d'arts martiaux pour l'entraînement des Marines, en remplacement respectivement des uniformes woodland et du système de combat LINE.

### Commandement de l'EUCOM et SACEUR

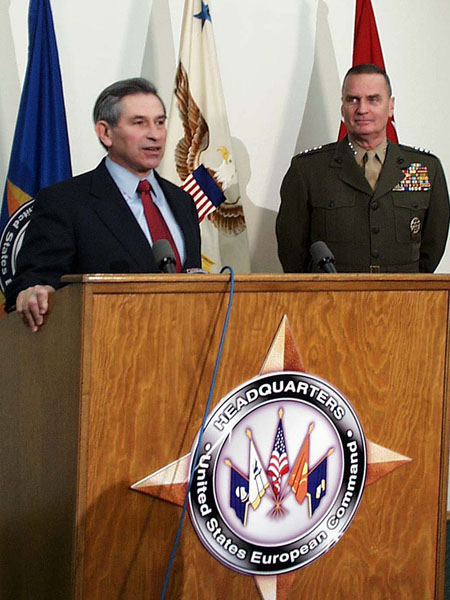
Le secrétaire-adjoint à la Défense Wolfowitz (gauche) et le général Jones lors d'une conférence de presse après la nomination de Jones comme commandant de l'EUCOM.

Le général Jones assura le commandement de l'U.S. European Command (EUCOM) le 16 janvier 2003 et de Commandant suprême des troupes alliées pour l'Europe (SACEUR) le 17 janvier 2003. Il est le premier général des Marines à servir comme commandant SACEUR/EUCOM.
Le Corps des Marines a seulement commencé récemment à pourvoir de hauts postes au sein du département de la Défense. Le général Jones est l'un des cinq officiers quatre étoiles des Marines qui dépassent l'actuel Commandant des Marines, le général James T. Conway, par l'ancienneté ou l'antériorité dans le grade — les autres sont l'ancien chef d'état-major des armées des États-Unis Peter Pace; l'ancien commandant Michael Hagee, le commandant de l'U.S. Strategic Command James E. Cartwright, et le commandant adjoint Robert Magnus.
En tant que SACEUR, Jones mena les Allied Command Operations (ACO), dont les forces de l'OTAN en Europe depuis le Grand Quartier général des puissances alliées en Europe, à Mons en Belgique. Le général Jones quitta son commandement en tant que SACEUR le 7 décembre 2006 et fut remplacé par le général de l'US Army John Craddock.
Le général Jones aurait décliné la proposition de succéder au général John Abizaid comme commandant de l'U.S. Central Command et prit sa retraite du Corps des Marines le 1er février 2007.

### Rôles diplomatiques
La secrétaire d'État Condoleezza Rice demanda par deux fois à Jones d'être le secrétaire d'État adjoint après la démission de Robert Zoellick en juin 2006, mais il déclina l'offre.
Le 25 mai 2007, le Congrès créa une commission indépendante sur les forces de sécurité irakiennes pour enquêter pendant 120 jours sur les capacités des forces armées et de la police irakienne. Le général Jones fut le président de cette commissions et fit son rapport au Congrès le 6 septembre 2007 notant de sérieuses déficiences au sein du ministère irakien de l'Intérieur et de la police nationale irakienne.
Le 28 novembre 2007, la secrétaire d'État Condoleezza Rice nomma Jones comme envoyé spécial pour la sécurité au Moyen-Orient afin de travailler avec les Israéliens et les Palestiniens pour renforcer la sécurité des deux côtés,.
En août 2016, il est observateur pour les Etats-Unis à la première conférence de l'Initiative des trois mers, réunie à Dubrovnik.

### Spéculations politiques
Lors de la campagne présidentielle de 2008, Jones était considéré comme un proche du candidat républicain, John McCain.
En juin 2008, dans First Read sur la chaîne MSNBC, il fut rapporté que le général Jones était parmi ceux dont l'équipe du sénateur Barack Obama discutait avec les Sénateurs et les Représentants comme d'un possible candidat à la vice-présidence,.
Lors du dernier débat entre Obama et John McCain, Obama mentionna Jones comme l'une des personnes dont il s'entourerait pour les sujets sur la sécurité nationale, provoquant des spéculations sur un possible nomination au cabinet des États-Unis. Le 20 novembre, les médias américains indiquèrent que Jones serait nommé comme conseiller à la sécurité nationale,.
Il démissionne le 8 octobre 2010, cédant sa place à Thomas E. Donilon.

## Source
- (en) Cet article est partiellement ou en totalité issu de l’article de Wikipédia en anglais intitulé « James L. Jones » (voir la liste des auteurs).